# Klaaskensmolen
De Klaaskensmolen (ook: Kleeskensmolen) is een watermolen op de Bosbeek aan de Kleeskensmolenweg 20 te Neeroeteren.
Deze onderslagmolen werd in 1548 opgericht en fungeerde aanvankelijk als oliemolen. In 1916 werd de molen als houtzaagmolen ingericht. Het is tegenwoordig zelfs de enige nog werkende watergedreven zaagmolen in Vlaanderen.
In 1970 werd de molen aangekocht door de toenmalige gemeente Neeroeteren en in 1986 werd ze beschermd. Daarna werd ze gerestaureerd, waarbij een nieuw waterrad werd aangebracht.
De molen is regelmatig geopend voor bezoek. In de nabijheid bevindt zich een horecagelegenheid.
- Inventaris van het Bouwkundig Erfgoed (Vlaanderen): 72310